# Ixodes himalayensis
Ixodes himalayensis är en fästingart som beskrevs av R.S. Dhanda och Chintamani R. Kulkarni 1969. Ixodes himalayensis ingår i släktet Ixodes och familjen hårda fästingar. Inga underarter finns listade i Catalogue of Life.